# 2 Волопаса
2 Волопаса (лат. 2 Boötis, HD 119126) — одиночная звезда в созвездии Волопаса на расстоянии приблизительно 337 световых лет (около 103 парсеков) от Солнца. Видимая звёздная величина звезды — +5,58m. Возраст звезды определён как около 1,33 млрд лет.

## Характеристики
2 Волопаса — жёлто-оранжевый гигант спектрального класса K0III, или G9III, или G5. Масса — около 2,789 солнечных, радиус — около 10,381 солнечных, светимость — около 65,564 солнечных. Эффективная температура — около 4953 K.

## Планетная система
В 2019 году учёными, анализирующими данные проектов HIPPARCOS и Gaia, у звезды обнаружена планета.